# Kia Optima
La Kia Magentis è una berlina di segmento D prodotta dalla casa automobilistica coreana Kia Motors a partire dal 2000 come erede del modello Kia Clarus. La denominazione Magentis è stata adottata per identificare l'autovettura sul mercato europeo (incluso quello italiano) nelle sue due prime generazioni: dalla terza serie, lanciata nel 2011, la casa ha mantenuto il nome originale Kia Optima anche in Europa, denominazione già nota a livello globale tranne in Italia dove fino al debutto della quarta serie (2015-2016) non è stata commercializzata.

## Prima serie (2000-2005)
La Magentis è stata una delle prime vetture sviluppate dalla Kia sotto la nuova gestione Hyundai, il marchio infatti precedentemente utilizzava piattaforme e motori di origine Mazda e Mitsubishi, successivamente venne acquistato dalla Hyundai dopo una profonda crisi di fine anni 90. La prima serie della Magentis venne sviluppata a partire dalla Sonica serie EF lanciata nel 1998, da quest'ultima infatti riprende numerosi particolari sia a livello di estetica che di meccanica: nel particolare il pianale e le motorizzazioni sono le stesse, gran parte degli interni e dei componenti principali sono stati condivisi al fine di ridurre i costi di progettazione e di produzione, anche le portiere e i lamierati principali erano gli stessi della Sonica EF, a cambiare è il frontale che presente uno stile inedito con una calandra cromata specifica, fari squadrati e paraurti più spigolosi, nella coda invece il portellone presenta forme più squadrate rispetto alla Sonica con un accenno di spoiler e una cromatura che intercorreva lungo tutto il portellone. Il design risultava piuttosto semplice con delle cromature lungo la fiancata.
La carrozzeria era lunga 4,72 metri, leggermente più lunga rispetto alla Sonica, l'altezza era di 1,816 metri e la larghezza era di 1,410 metri. Il passo era lo stesso della Sonica pari a 2,649 metri. Anche le sospensioni erano le stesse a quattro ruote indipendenti con avantreno a schema MacPherson. La trazione era anteriore.
La prima serie di Magentis era nota sotto il codice progettuale MS, era stata sviluppata soprattutto per il mercato asiatico ed americano, infatti soprattutto in America riscontrò un discreto successo riuscendo a rilanciare il marchio. Era una vettura piuttosto economica, infatti utilizzava materiali di qualità più bassa rispetto alla sorella Sonica al fine di ridurre i costi di produzione e quelli di listino. A livello globale la vettura venne venduta con la denominazione Kia Optima, venne importata anche in Europa ed Italia con il nome Magentis non riscontrando successo a causa della mancanza di un propulsore a gasolio.

### Restyling 2003
Nel 2003 venne lanciato un restyling che migliorò notevolmente l'estetica delle vettura allineandola al family feeling stilistico dei modelli Kia contemporanei: vennero introdotti i nuovi gruppi ottici anteriori sdoppiati (stile Mercedes Classe E), nuova calandra con rinnovato marchio Kia, nuovi paraurti anteriori e meccanica rivista con sospensioni irrigidite. Nella coda ridisegnato il bagagliaio con inedita cromatura lungo il portatarga, nuovo anche il disegno dei fari e vennero introdotti nuovi fascioni laterali cromati. Venne introdotto anche il controllo della stabilità ESP e un nuovo impianto di climatizzazione con controllo della qualità dell'aria. Anche le rifiniture interne migliorarano sotto il punto di vista della qualità (benché rimasero di qualità discreta), vennero introdotti anche inserti in plastiche stile radica e alluminio. In Italia venne importata dal 2003 nell'edizione ristilizzata. La vettura rimase in produzione fino al 2005, anno in cui venne presentata la nuova generazione totalmente inedita.

### Motorizzazioni
La Magentis era prodotta con due motorizzazioni: un quattro cilindri Hyundai Beta da 2,0 litri (codice G4JP) sedici valvole con fasatura variabile erogante 136 cavalli e 180 Nm di coppia massima a 4.500 giri al minuto disponibile sia con cambio manuale a cinque rapporti oppure automatico con convertitore di coppia a quattro rapporti.
Il secondo motore era un sei cilindri a V da 2,5 litri Hyundai Delta (codice G6BV) erogante 169 cavalli con una coppia massima di 230 Nm a 4.000 giri al minuto disponibile anch'esso con cambio manuale a cinque rapporti o automatico a quattro rapporti.

## Seconda serie (2005-2011)
La seconda serie viene presentata nel 2005 al Salone dell'automobile di Francoforte e segna un netto distacco rispetto alla prima Magentis: nel particolare non condivide più a livello stilistico particolari e componenti lamierati con la Sonica ma presenta un design completamente inedito e specifico, un progetto indipendente (codice MG) sviluppato utilizzato la banca organi comune a molti modelli Hyundai-Kia contemporanei. Sul mercato europeo viene riconfermata la denominazione Magentis per il modello che sarà adottata anche sul mercato canadese, sud americano, australiano e in parte dell'Asia; nel resto del mondo la vettura ha mantenuto il nome Optima che già era stato attribuito alla prima serie nei mercati non europei mentre solo in Corea la vettura è stata ribattezzata Kia Lotze per segnare un netto distacco con la precedente generazione. In Italia la vettura era importata in due allestimenti (quello base EX e il più ricco EX Class).
Il pianale di base è una nuova piattaforma modulare a trazione anteriore: la struttura realizzata in acciaio possiede sospensioni anteriori di tipo MacPherson a ruote indipendenti, bracci trasversali con montante telescopico e barra stabilizzatrice mentre al retrotreno viene adottata una sospensione Multilink cinque bracci con barra stabilizzatrice. Il pianale ha debuttato con la Hyundai Sonica NF nel 2004 e viene utilizzato anche da altri modelli Hyundai come la Santa Fe seconda serie e la Kia Sorento seconda serie. Il passo viene allungato fino a 2,720 metri, l'impianto frenante è composto da quattro dischi con gli anteriori autoventilati, ammortizzatori idraulici. La carrozzeria è stata leggermente allungata fino a 4,735 metri, l'altezza invece ridotta a 1,805 metri mentre la larghezza è pari a 1,48 metri.
La sicurezza viene maggiormente curata infatti la serie MG della Magentis introduce fino a sei airbag (due frontali, due laterali per il torace anteriore e due laterali a tendina) e poggiatesta anteriori attivi anti colpo di frusta mentre tra i dispositivi tecnologici figurano il sistema anti bloccaggio delle ruote motrici (ABS) con ripartitore elettronico di frenata di emergenza, controllo elettronico della stabilità ESP e della trazione oltre che all'accensione automatica di fari e tergicristalli. La Magentis viene sottoposta anche ai crash test dell'EuroNCAP nel 2006 ottenendo il massimo punteggio di 4 stelle nella protezione per gli adulti, tre stelle per la protezione bambini e una stella nel test di investimento pedoni.

### Il design
Stilisticamente il design si mostra piuttosto semplice ma presenta molte più curve con forme arrotondate, richiamando il family feeling dei modelli Kia come la Rio e la Cerato. Il frontale viene caratterizzato dalla calandra cromata di grandi dimensioni che ingloba il marchio Kia, i gruppi ottici dalla forma arrotondata sono posti agli estremi della carrozzeria, il paraurti presenta una sola presa d'aria inferiore. Nella fiancata l'unico elemento evidente è una lunga cromatura che intercorre lungo tutta la parte superiore della vetratura mentre nella coda la disposizione degli elementi (fari, targa) risulta piuttosto tradizionale; non sono presenti eccessi di originalità essendo una vettura destinata in prevalenza ai mercati asiatici ed americani anche se con la seconda serie la casa coreana guarda ad un'ottica più globale introducendo per la prima volta anche un motore a gasolio andando maggiormente incontro alle esigenze dei mercati europei.
L'abitacolo a cinque posti presenta una plancia più massiccia ed imponente, realizzata con plastica di qualità più elevate rispetto alla vecchia generazione benché siano rimaste di qualità solo modesta. I principali comandi sono raggruppati tutti nella parte centrale con le bocchette agli estremi e l'autoradio al centro, nella parte alta è presente lo schermo del computer di bordo, nella parte più bassa invece si trova il climatizzatore (automatico o manuale a seconda dei mercati) e un vano portaoggetti. La plancia di tonalità grigia era disponibile anche con finiture in plastica stile alluminio, nei mercati esteri la vettura era disponibile anche con tonalità chiare e inserti stile radica. Il volante presentava i comandi audio integrati e inserti in plastica stile alluminio. Anche il disegno della plancia è piuttosto semplice come lo stile della carrozzeria.

### Restyling 2008
Al salone di New York edizione 2008 la Kia presenta al pubblico un restyling della Magentis che introduce un frontale totalmente inedito caratterizzato dalla nuova calandra Tiger Nose introdotta dal designer Peter Schreyer, fanali triangolari più vasti che si raccordano alla calandra e nuovo disegno per paraurti e cofano anteriore. Nella coda viene introdotta una nuova fanaleria che riprende un po' lo stile dei modelli Audi (Peter Schreyer infatti ha diretto per molti anni lo stile della casa tedesca nonché di alcuni modelli Volkswagen). L'abitacolo introduce nuovi rivestimenti e materiali realizzata con maggiore cura, inoltre viene introdotto anche l'avviamento della vettura a pulsante.
A livello di meccanica la casa introduce nuove motorizzazioni a quattro e sei cilindri: nel particolare debuttano i nuovi 2,0 e 2,4 litri benzina appartenente alla famiglia Theta II, e il nuovo 2,7 litri V6 Mu che sostituisce il precedente motore V6 Delta mentre il diesel 2.0 CRDI viene potenziato di 10 cavalli. In Italia questa versione aggiornata non sarà più importata a causa dello scarso successo riscontrato dalla versione pre-restyling.

### Motorizzazioni
La gamma motori della Magentis seconda serie era composta dal quattro cilindri benzina 2,0 litri appartenente alla famiglia motoristica Theta (codice G4KA) dotato di fasatura variabile CVVT, sedici valvole, iniezione elettronica multipoint e abbinato ad una trasmissione manuale a cinque rapporti oppure automatica sequenziale a quattro rapporti. Eroga 144 cavalli a 6.200 giri al minuto, la coppia massima è di 189 Nm a 4.250 giri al minuto. La velocità massima con questo motore è di 208 km/h con cambio manuale mentre scende a 195 km/h per la versione a cambio automatico, lo scatto 0–100 km/h dichiarato è di 10,2 secondi (manuale) e 11,2 secondi (automatica) con consumo di 13,0 km/l per entrambe le trasmissioni. Omologato Euro 4 questo motore è stato prodotto fino al 2008 sostituito in seguito dal nuovo 2.0 Theta II (G4KD).
Il 2.0 G4KD, introdotto dal 2008, appartiene famiglia motoristica Theta II e rappresenta una profonda evoluzione del precedente G4KA, riprogettato per essere più efficiente e potente, eroga 20 cavalli in più portando la potenza massima a 164 cavalli a 6.000 giri/min, nuovo è il sistema di fasatura variabile, sempre sedici le valvole mentre l'iniezione resta elettronica. La coppia sale a 197 Nm a 4.600 giri al minuto con prestazioni dichiarate pari a scatto 0–100 km/h in 9,9 secondi per la Magentis con cambio manuale a 5 marce, e 10,1 secondi per la versione automatica a 4 marce, 210 km/h di velocità massima per la manuale (200 km/h per l'automatica), e consumo di 13,3 km/l per la manuale (12,8 km/l per l'automatica).
Al top di gamma per i motori benzina c'era il 2,7 litri V6 della famiglia Delta (codice G6EA), 24 valvole con fasatura variabile e iniezione elettronica, erogante 188 cavalli a 6.000 giri al minuto e abbinato al solo cambio automatico a 5 rapporti. Era omologato Euro 4 e garantiva una coppia massima pari a 247 Nm a 4.600 giri al minuto con prestazioni pari a uno scatto 0–100 km/h in 9,1 secondi, 220 km/h di velocità massima e 10,5 km/l di consumo nel ciclo misto. Con il restyling del 2008 anche il 2.7 V6 è stato aggiornato: per l'occasione la potenza massima è stata incrementata fino a 193 cavalli migliorando sensibilmente le prestazioni, mentre i consumi si sono leggermente ridotti restando comunque piuttosto elevati.
Il motore Diesel, offerto per la prima volta sulla Magentis, era un due litri progettato dalla VM Motori e prodotto dalla Hyundai in Corea del Sud: si tratta del propulsore D4EA (famiglia D) a quattro cilindri common rail (CRDI) con turbina a geometria fissa, sedici valvole erogante 140 cavalli a 4.000 giri al minuto e 305 Nm di coppia massima a 1.800 giri al minuto. Il motore era omologato Euro 4 ed era accoppiato ad un cambio manuale specifico a 6 rapporti oppure alla classica trasmissione automatica sequenziale a 4 rapporti. Questo motore è stato offerto soprattutto sul mercato europeo; i costi di esercizio erano piuttosto contenuti rispetto alla benzina, infatti il consumo medio dichiarato era di 16,7 km/l nel ciclo misto per la versione a cambio manuale, i 100 km/h venivano raggiunti in 10,4 secondi e la velocità massima era pari a 201 km/h. La versione automatica aveva costi di gestione più elevati.
Nel 2008 il 2.0 CRDI venne potenziato a 150 cavalli e mentre la coppia massima rimase invariata, le prestazioni e i consumi rimasero simili a quelle della precedente unità nonostante l'aumento della potenza massima. Il filtro anti particolato venne offerto di serie.
| Modello                         | Disponibilità       | Motore                       | Cilindrata cm³ | Potenza         | Coppia massima          | Emissioni CO2 (g/km) | 0–100 km/h (secondi) | Velocità max (km/h) | Consumo medio (km/l) |
| 2.0 Theta 16V manuale           | dal debutto al 2008 | 4 cilindri in linea, Benzina | 1.998          | 106 kW (144 CV) | 189 N·m @4.250 giri/min | -                    | 10,2                 | 208                 | 13,0                 |
| 2.0 Theta 16V automatica        | dal debutto al 2008 | 4 cilindri in linea, Benzina | 1.998          | 106 kW (144 CV) | 189 N·m @4.250 giri/min | -                    | 11,2                 | 195                 | 13,0                 |
| 2.0 Theta II 16V manuale        | dal 2008 al 2011    | 4 cilindri in linea, Benzina | 1.998          | 121 kW (164 CV) | 197 N·m @4.600 giri/min | -                    | 9,9                  | 210                 | 13,3                 |
| 2.0 Theta II 16V automatica     | dal 2008 al 2011    | 4 cilindri in linea, Benzina | 1.998          | 121 kW (164 CV) | 197 N·m @4.600 giri/min | -                    | 10,1                 | 200                 | 12,8                 |
| 2.7 Delta V6 24V automatica 188 | dal debutto al 2008 | 6 cilindri a V, Benzina      | 2.656          | 138 kW (188 CV) | 247 N·m @4.600 giri/min | -                    | 9,1                  | 220                 | 10,5                 |
| 2.7 Delta V6 24V automatica 193 | dal 2008 al 2011    | 6 cilindri a V, Benzina      | 2.656          | 142 kW (193 CV) | 250 N·m @4.500 giri/min | -                    | 9,0                  | 220                 | 11,0                 |
| 2.0 CRDI 140 manuale            | dal debutto al 2008 | 4 cilindri in linea, Diesel  | 1.991          | 103 kW (140 CV) | 305 N·m @1.800 giri/min | -                    | 10,4                 | 201                 | 16,7                 |
| 2.0 CRDI 140 automatica         | dal debutto al 2008 | 4 cilindri in linea, Diesel  | 1.991          | 103 kW (140 CV) | 305 N·m @1.800 giri/min | -                    | 11,7                 | 200                 | 13,7                 |
| 2.0 CRDI 150 manuale            | dal 2008 al 2011    | 4 cilindri in linea, Diesel  | 1.991          | 110 kW (150 CV) | 305 N·m @1.800 giri/min | -                    | 10,3                 | 201                 | 16,7                 |
| 2.0 CRDI 150 automatica         | dal 2008 al 2011    | 4 cilindri in linea, Diesel  | 1.991          | 110 kW (150 CV) | 305 N·m @1.800 giri/min | -                    | 11,3                 | 200                 | 14,5                 |

## Curiosità
Una Kia Optima Hybrid di 3ª generazione modello pre-restyling è stato usato da Beppe Grillo per muoversi a Montecitorio nel 2013, durante un incontro con l'allora Presidente della Repubblica Italiana Giorgio Napolitano. Quest'auto, di colore bianco, è stata importata dall'estero e poi reimmatricolata in Italia. Infatti, la terza generazione di Optima non è mai stata venduta nel Paese mentre la quarta serie (2015-2016) verrà venduta anche in Italia.